# World Karate Federation
Die World Karate Federation (WKF) ist ein weltweiter Karate-Dachverband. Die WKF wurde 1993 aus der ehemaligen World Union of Karate Do Organisations (WUKO) gegründet. Er ist der einzige Karate-Weltverband, der vom IOC anerkannt wird, und hat mehr als 10 Millionen Mitglieder in 188 Ländern. Er umfasst alle Erdteile und wurde lange vom Präsidenten und Gründungsmitglied Jacques Delcourt geführt. Die WKF organisiert Junioren- und Seniorenweltmeisterschaften (Karate World Championships), die alle zwei Jahre ausgetragen werden. Der aktuelle Präsident der WKF ist der Spanier Antonio Espinos. Sitz der WKF ist in Madrid, Spanien.

## Geschichte der Gründung
Zu Beginn der 1960er Jahre gab es in Japan viele kleinere Verbände, die alle miteinander stritten. Es gab die JKA, die All-Japan-University Karate League, die FAJKO und die All Japan Karate Do Federation Organisation. Der Präsident der FAJKO (Federation of all Japan Karate Do Organisations), Ryōichi Sasakawa, wollte diesen Zustand der Zersplitterung beenden und die ersten offiziellen Karate-Weltmeisterschaften der Welt organisieren. Hierfür nahm er Kontakt mit dem Französischen Karateka Jacques Delcourt auf. Delcourt war Gründer der European Karate Union. Nach längeren Gesprächen einigten sie sich auf die Gründung der WUKO. Sofort nach Gründung 1970 organisierten sie die erste Karate-Weltmeisterschaft der Geschichte in Tokio, Japan. Die zweite Weltmeisterschaft folgte 1972 in Paris, Frankreich. Die Dritte 1975 in Long Beach, USA und die Vierte 1977 wieder in Tokio. Nun begann es kompliziert zu werden, da Hidetaka Nishiyama, ein ehemaliger WUKO-Vizepräsident, nach dem Karateeklat von 1972 (Japan verlor gegen England und weigerte sich noch einmal anzutreten) eigene Weltmeisterschaften organisierte. Er gründete hierfür die IAKF (Internationale Amateur Karate Federation) und konkurrierte mit der WUKO um die IOC-Anerkennung. Seine Weltmeisterschaften führte er fast ort- und zeitgleich wie die WUKO-Weltmeisterschaften durch. 1975 in Los Angeles und 1977 in Tokio. 1986 änderte die IAKF ihren Namen in International Traditional Karate Federation ITKF. Nach Versuchen der WUKO mit der ITKF zu fusionieren, was anfangs jedoch misslang, konnte man 1991 endlich Einigkeit mit der ITKF herstellen. Die WUKO und die International Traditionell Karate Federation (ITKF) bildeten dann eine Konföderation, die zwei Jahre später vom IOC als einziger Weltverband für Karatesport anerkannt wurde. Die beiden Verbände fusionierten 1993 zur WKF.

## Olympische Spiele
Das Ziel der Teilnahme an den Olympischen Spielen wurde am 3. August 2016 erreicht. Die WKF betrieb offizielle Kampagne unter dem Motto „The K is on the way“ und warb um die Aufnahme der Sportart Karate bei den Olympischen Spielen. Im Rahmen der 129. IOC-Session in Rio de Janeiro, stimmten die IOC Delegierten am 3. August 2016 dem Vorschlag der IOC Exekutive zu und erhoben Karate zur olympischen Disziplin bei den Olympischen Spielen 2020 in Tokio.

## Weltmeisterschaften

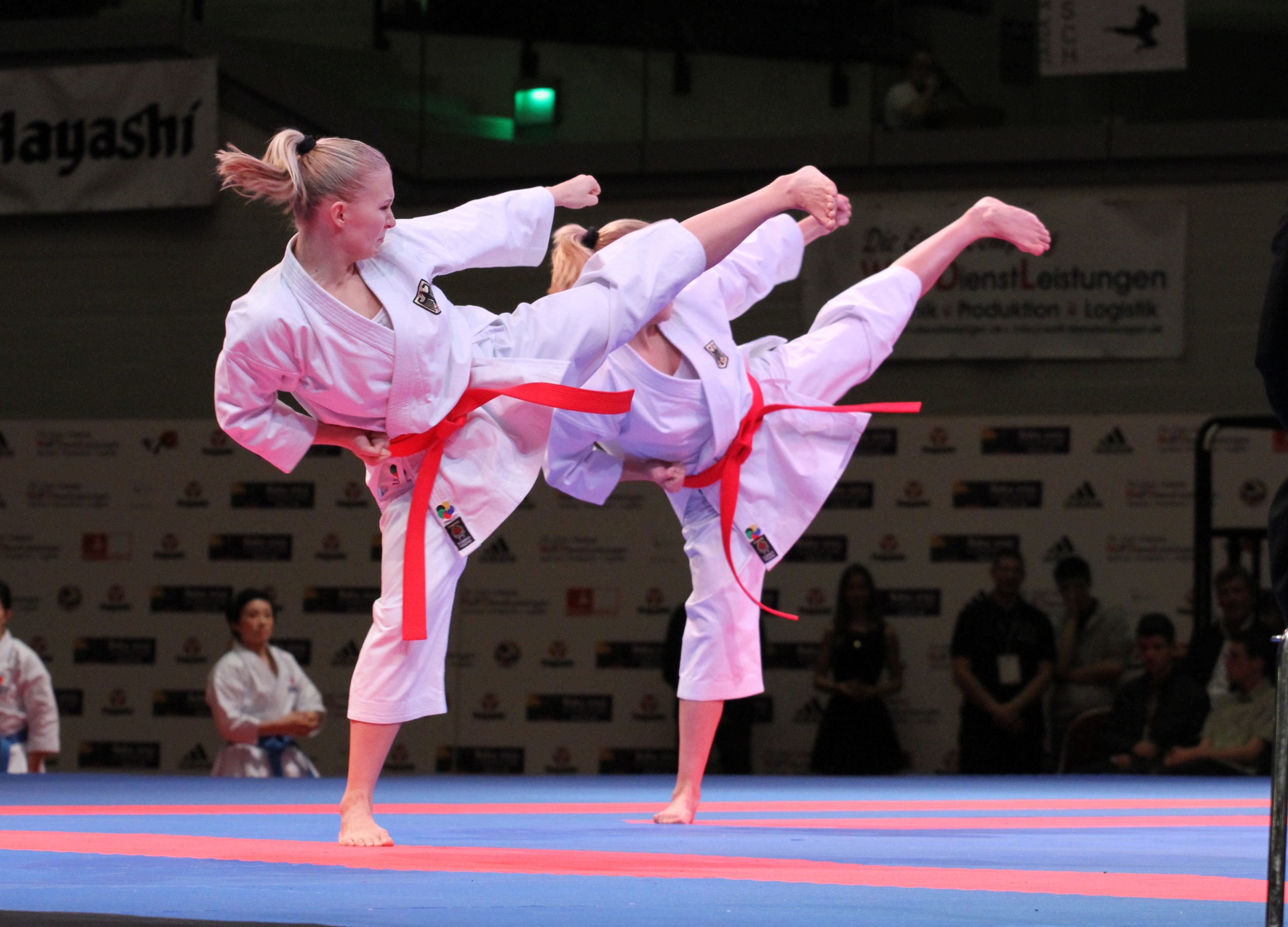
Weltmeistermannschaft 2014 Kata Damen Team

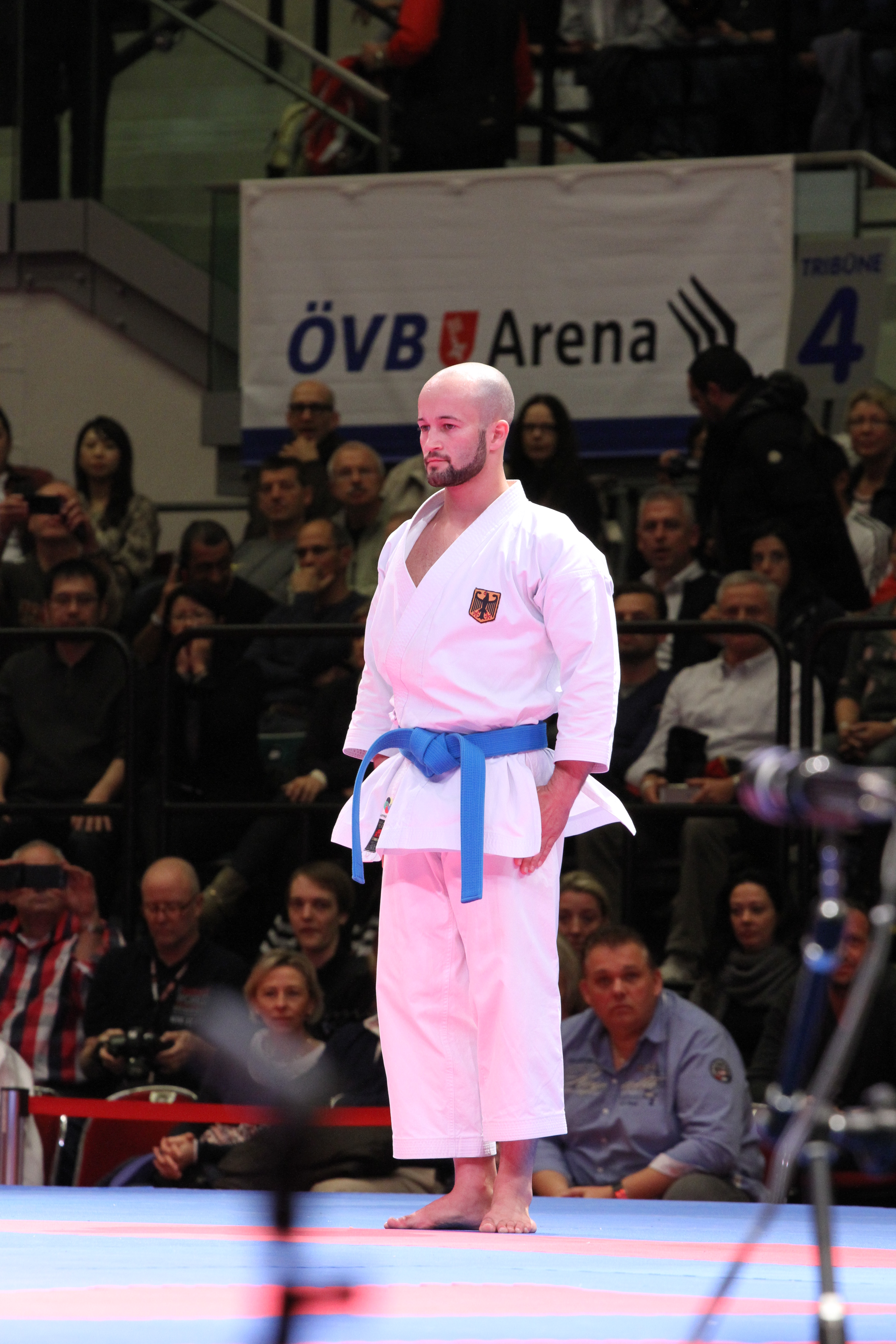
Vize-Weltmeister 2014 Ilja Smorguner, Kata Herren Einzel

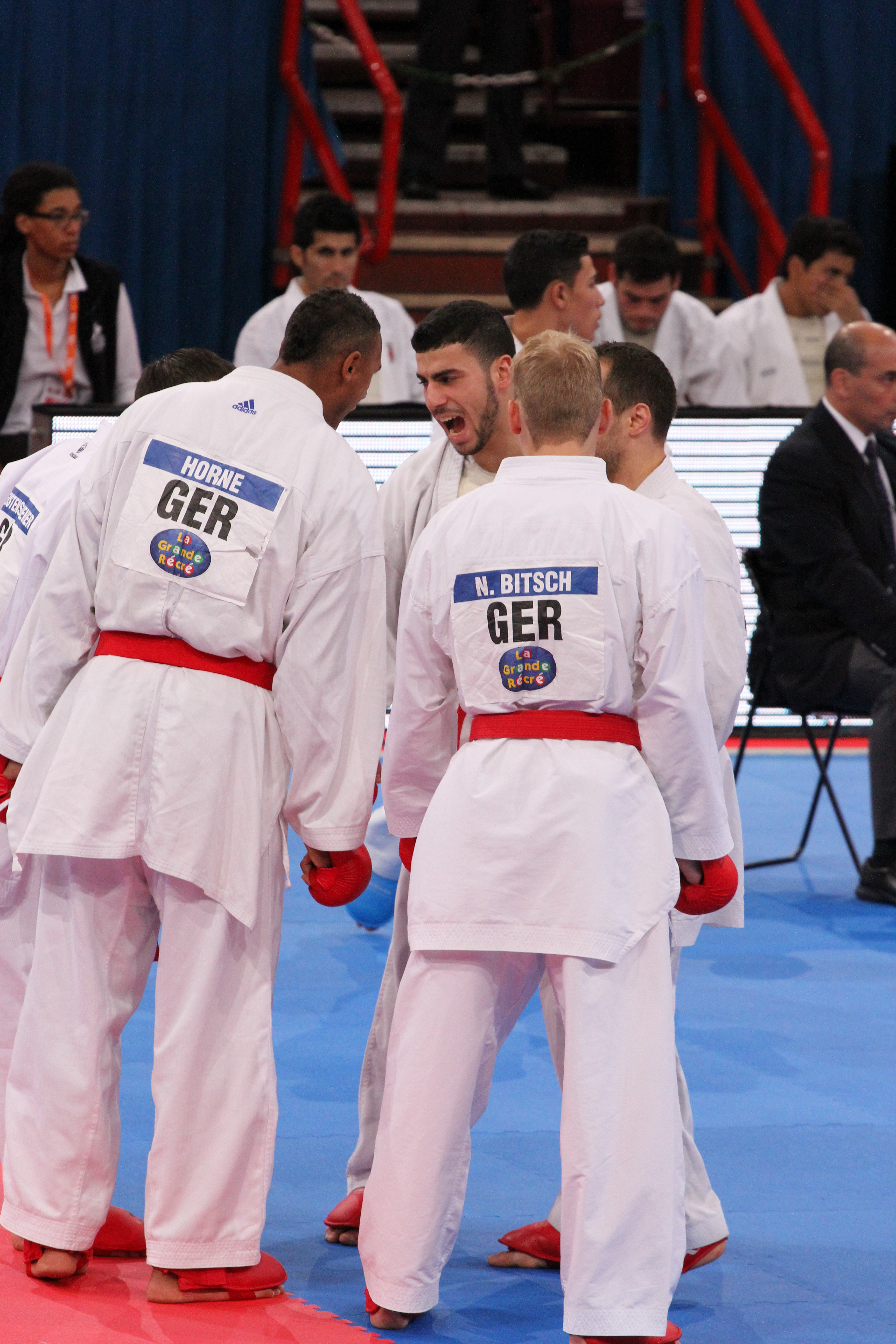
Team Germany 2012 in Paris

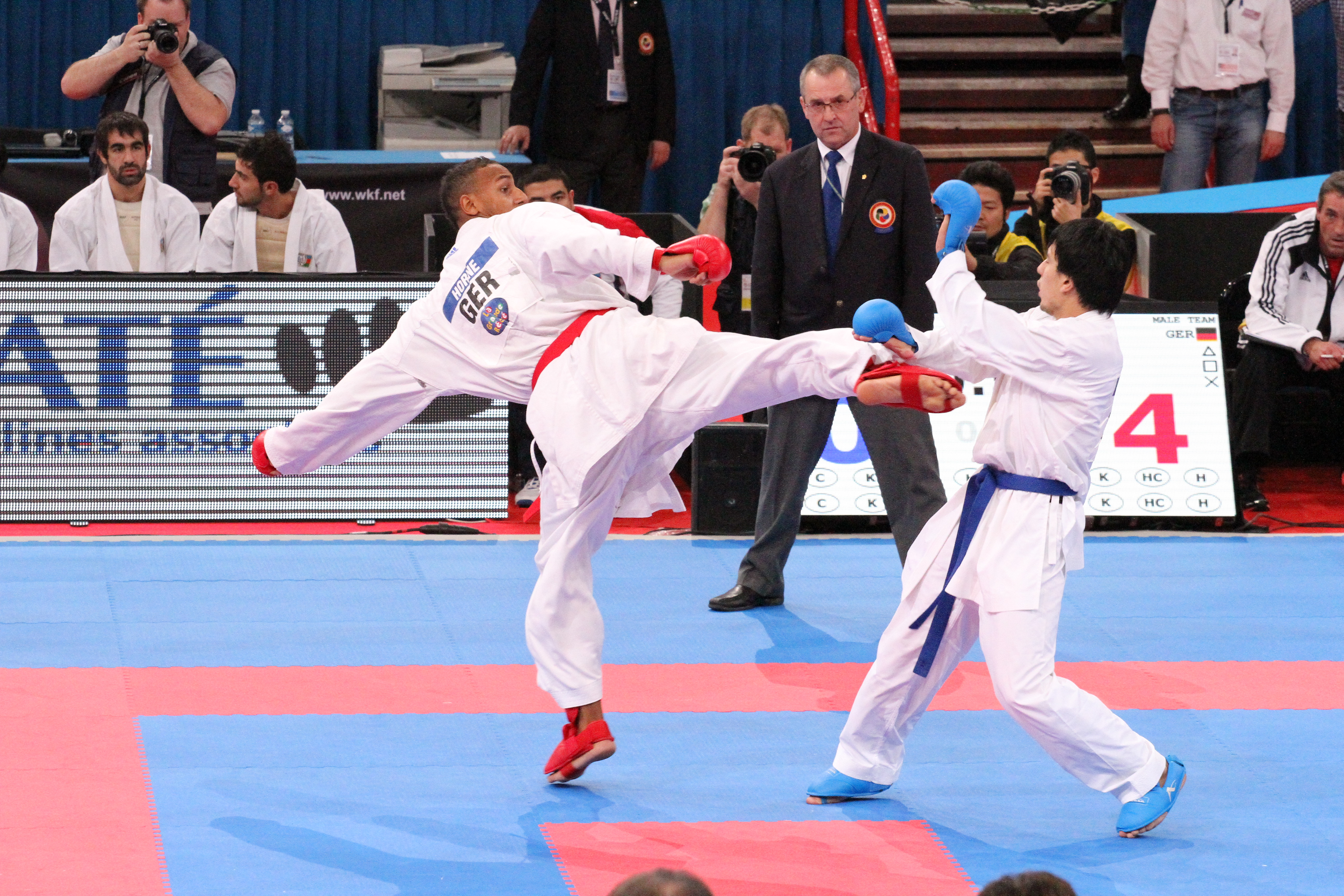
Kumite Männer

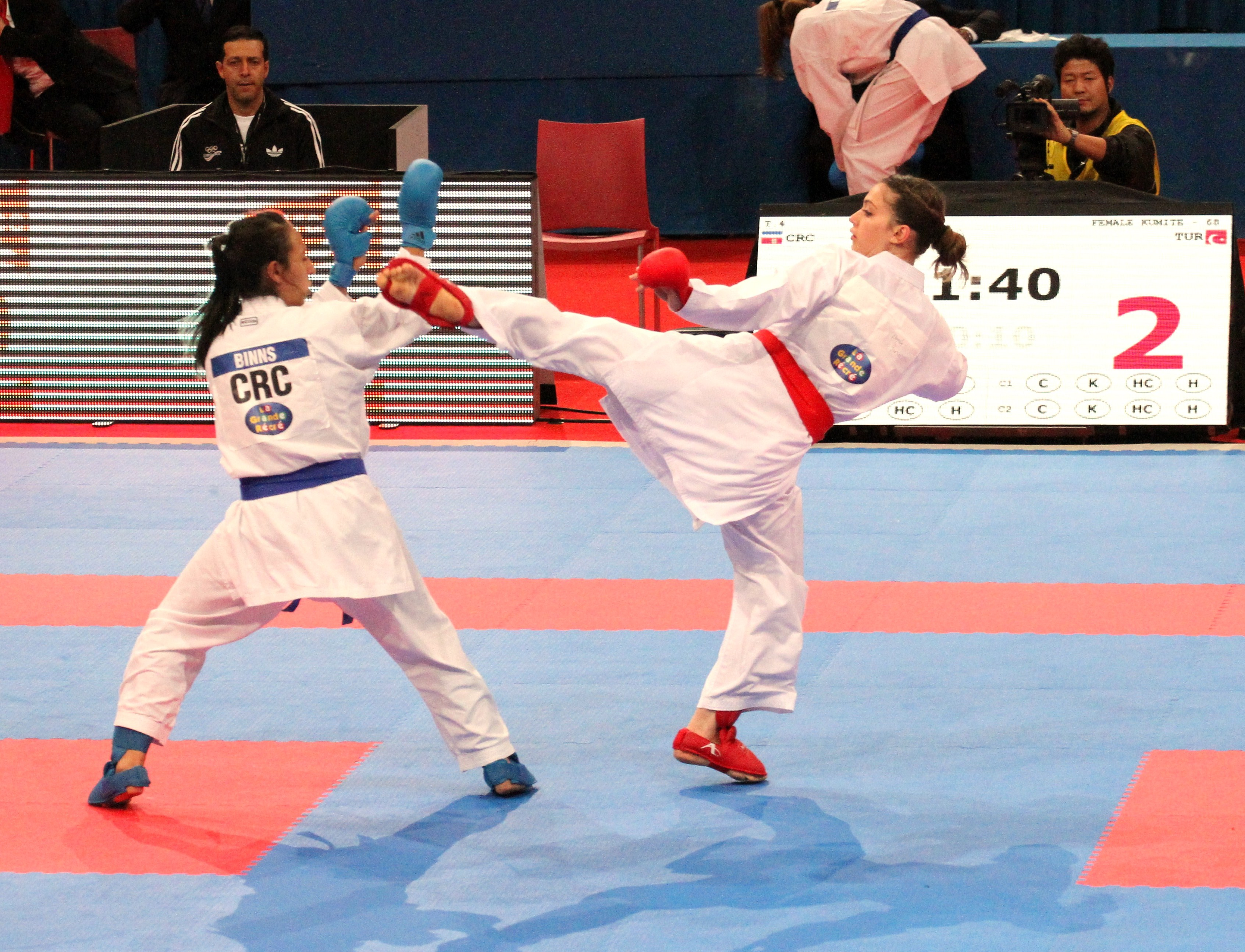
Kumite Frauen

Die Karate-Weltmeisterschaften (engl. Karate World Championships) sind die größten von der World Karate Federation (WKF) organisierten Wettkämpfe. Die erste Weltmeisterschaft fand 1970 in Tokio statt. Seit 1980 werden die Weltmeisterschaften im Zweijahresrhythmus ausgetragen. Von 1970 bis 1992 wurden WUKO-Weltmeisterschaften, seit 1994 werden WKF-Weltmeisterschaften ausgetragen. Im Jahr 2000 fand die 15. WKF-Weltmeisterschaft in München, Deutschland, statt. 2014 wurde die 22. WKF-Weltmeisterschaft in Bremen ausgetragen.
Kategorien der Weltmeisterschaft:
- Kumite: Team- und Einzelwertungen (Damen und Herren)
- Kata: Team- und Einzelwertungen (Damen und Herren)

Einführung des Karate World Cup für die Team-Wettbewerbe in Kata und Kumite ab 2024:
Die Änderung erfolgt im Zuge des strategischen Plans der WKF, die Senioren-Weltmeisterschaften in zwei separate Veranstaltungen aufzuteilen: Einzel- und Mannschaftswettbewerbe.
Der neue Name Karate World Cup soll Verwirrung vermeiden und den exklusiven Charakter der Veranstaltung besser darstellen und gleichzeitig die einzigartigen Aspekte des Karate in den Mannschaftskategorien hervorheben.
Die erste Ausgabe unter dem neuen Namen wird vom 22. bis 24. November in Pamplona, Spanien, stattfinden.

## Deutsche Erfolge bei WUKO/WKF Weltmeisterschaften
|      | Wettkampf         | Wettkampf         | Wettkampf                    | Medaillen | Medaillen | Medaillen | Medaillen |
| Rang | Jahr              | Ort               | Land                         | Gold      | Silber    | Bronze    | Gesamt    |
| ---- | ----------------- | ----------------- | ---------------------------- | --------- | --------- | --------- | --------- |
| —    | 1970              | Tokio             | Japan                        | 0         | 0         | 0         | 0         |
| —    | 1972              | Paris             | Frankreich                   | 0         | 0         | 0         | 0         |
| —    | 1975              | Long Beach        | Vereinigte Staaten           | 0         | 0         | 0         | 0         |
| 2    | 1977              | Tokio             | Japan                        | 0         | 1         | 0         | 1         |
| —    | 1980              | Madrid            | Spanien                      | 0         | 0         | 0         | 0         |
| —    | 1982              | Taipeh            | Taiwan                       | 0         | 0         | 0         | 0         |
| 6    | 1984              | Maastricht        | Niederlande                  | 1         | 0         | 1         | 2         |
| 13   | 1986              | Sydney            | Australien                   | 0         | 0         | 1         | 1         |
| 9    | 1988              | Kairo             | Ägypten                      | 0         | 0         | 3         | 3         |
| 12   | 1990              | Mexiko-Stadt      | Mexiko                       | 0         | 0         | 2         | 2         |
| 13   | 1992              | Grenada           | Spanien                      | 0         | 0         | 4         | 4         |
| 11   | 1994              | Kota Kinabalu     | Malaysia                     | 0         | 1         | 1         | 2         |
| 17   | 1996              | Sun City          | Südafrika                    | 0         | 0         | 1         | 1         |
| 6    | 1998              | Rio de Janeiro    | Brasilien                    | 1         | 1         | 4         | 6         |
| 3    | 2000              | München           | Deutschland                  | 2         | 2         | 2         | 6         |
| 7    | 2002              | Madrid            | Spanien                      | 1         | 1         | 2         | 4         |
| 12   | 2004              | Monterrey         | Mexiko                       | 0         | 1         | 3         | 4         |
| 18   | 2006              | Tampere           | Finnland                     | 0         | 0         | 2         | 2         |
| 7    | 2008              | Tokio             | Japan                        | 1         | 1         | 1         | 3         |
| —    | 2010              | Belgrad           | Serbien                      | 0         | 0         | 0         | 0         |
| —    | 2012              | Paris             | Frankreich                   | 0         | 0         | 0         | 0         |
| 5    | 2014              | Bremen            | Deutschland                  | 1         | 3         | 3         | 7         |
| 16   | 2016              | Linz              | Österreich                   | 0         | 0         | 2         | 2         |
| 6    | 2018              | Madrid            | Spanien                      | 1         | 1         | 0         | 2         |
| 13   | 2021              | Dubai             | Vereinigte Arabische Emirate | 0         | 1         | 0         | 1         |
| —    | 2023              | Budapest          | Ungarn                       | 0         | 0         | 0         | 0         |
|      | Gesamte Medaillen | Gesamte Medaillen | Gesamte Medaillen            | 7         | 10        | 29        | 45        |

## Karate 1 Wettbewerbe

### Karate 1 - Premier League
Die Karate1 - Premier League ist das wichtigste Liga-Event in der Welt des Karate.
Sie umfasst eine Reihe der bedeutendsten Karate-Wettkämpfe und ist bestrebt, die besten Karate-Athleten der Welt in offenen Meisterschaften von noch nie dagewesener Größe und Qualität zusammenzubringen.
Als Elitewettbewerb der WKF ist die Anzahl der Teilnehmer auf 32 Wettkämpfer pro Kategorie begrenzt.
Außerdem werden die "Besten der Besten" des Karate bei der Karate 1 - Premier League in der prestigeträchtigsten jährlichen Einzelauszeichnung, den "Grand Winners", gekrönt.
Die Wettkämpfer, die am Ende der Saison in jeder einzelnen Kategorie den ersten Platz in der Karate 1 Premier League belegen, erhalten die Auszeichnung "Grand Winners".

### Karate 1 - Series A
Die Karate 1 - Series A umfasst eine Reihe von erstklassigen internationalen Turnieren auf der ganzen Welt, die darauf abzielen, die jährliche Anzahl der WKF-Veranstaltungen zu erhöhen und den Wettkämpfern noch mehr Möglichkeiten zu geben, ihre Positionen in der WKF-Weltrangliste zu verbessern.
Darüber hinaus bietet die Karate 1-Series A ein zusätzliches Fenster, um die Großartigkeit der Karate-Großveranstaltungen und den Fortschritt des Sports weltweit zu präsentieren.

### Karate 1 Youth League
Die Karate 1-Youth League ist ein Wettbewerb, der die Wirkung von Karate in jungen Jahren hervorheben soll.
Die Karate 1-Youth League wurde unter dem Dach von Karate 1 ins Leben gerufen und soll die Karate 1-Premier League und die Karate 1-Series A ergänzen.
Die Karate 1-Youth League soll eine Plattform für die Entwicklung von Jugendlichen in ihrem Bestreben sein, in diesem Sport voranzukommen.

## Mitgliedsländer
- European Karate Federation – mit mehr als 50 Mitgliedsländern
- Asian Karate-Do Federation – mit 39 Mitgliedsländern
- Afrikan Karate Federation – mit 42 Mitgliedsländern
- Oceanian Karate Federation – mit 12 Mitgliedsländern
- Panamerican Karate Federation – mit 37 Mitgliedsländern